# César Daly
Pour les articles homonymes, voir Daly.
César Denis Daly est un architecte français né le 17 juillet 1811 à Verdun et mort le 11 janvier 1894 à Wissous.

## Biographie
Fils naturel de John Daley, commissaire aux vivres britannique alors prisonnier de guerre à Verdun, et de la Française Camille Augustine Bernard, César Daly est élevé à Douai. ll s'y initie à l'architecture, puis poursuit ses études dans l'atelier de Félix Duban à l'École des Beaux-Arts de Paris (mais il ne passe pas le concours d'entrée de l'École des Beaux-Arts).
Précurseur de Viollet-le-Duc, César Daly a œuvré en tant qu'architecte diocésain, de 1843 à 1877, à la restauration de la cathédrale Sainte-Cécile d'Albi. Il est nommé membre de la Commission des arts et édifices religieux en 1848.
Phalanstérien engagé en faveur des thèses socio-économiques de Charles Fourier, il fonde en 1848 une éphémère Société d'artistes décorateurs et industriels et, la même année, mais sans succès, se porte candidat à l'Assemblée nationale constituante. A l'occasion de ses voyages, il visite au Texas la colonie utopiste d'Icarie fondée par Étienne Cabet.
Daly obtient la Légion d'honneur le 13 août 1861 et reçoit la Royal Gold Medal en 1892.
Bien plus qu'un praticien de terrain, César Daly a été un homme d'influence, actif dans les organes associatifs et l'édition professionnelle du monde de l'architecture. Il fut le secrétaire de la Société centrale des architectes. Propriétaire-fondateur et directeur de la Revue générale de l'architecture et des travaux publics (1840-1888) et de La Semaine des constructeurs (1877-1895), publications dont le rayonnement fut notable, il est également l'auteur de plusieurs ouvrages de référence.

## Publications
- Mémoire sur 32 statues symboliques observées dans la partie haute des tourelles de Saint-Denys, par Mme Félicie d'Ayzac, Précédé d'une introduction traitant du symbolisme dans l'architecture, par M. César Daly,...Paris, 6 rue de Furstemberg , 1847. In-8°, 206 p.  Extrait de la Revue générale de l'architecture et des travaux publics sur Gallica
- Nos doctrines réponse à deux objections adressées à la direction de la "Revue de l'architecture" 1860 sur Gallica
- Des concours pour les monuments publics dans le passé, le présent et l'avenir, Paris : Revue de l'architecture , 1861 sur Gallica
- L'Architecture privée au XIXe siècle sous Napoléon III. Nouvelles maisons de Paris et des environs, Paris, 1864, tome 1 sur Gallica
- L'Architecture privée au XIXe siècle sous Napoléon III. Nouvelles maisons de Paris et des environs, Paris, 1864, tome 2 sur Gallica
- L'Architecture privée au XIXe siècle sous Napoléon III. Nouvelles maisons de Paris et des environs, Paris, 1864, tome 3 sur Gallica
- Les théatres de la Place du Châtelet : Théatre du Châtelet - Théatre-Lyrique (cosigné avec Gabriel Davioud, Paris, 1865)
- Motifs historiques d'architecture et de sculpture d'ornement : choix de fragments empruntés à des monuments français du commencement de la Renaissance à la fin de Louis XVI (2 volumes, Paris, 1869)
- Des droits et des devoirs de l'architecte envisagés comme constituant le programme nécessaire de tout journal d'architecture, extrait de la "Revue générale de l'architecture et des travaux publics", 28, 1870 sur Gallica
- Architecture funéraire contemporaine. Spécimens de tombeaux… choisis principalement dans les cimetières de Paris et exprimant les trois idées radicales de l'architecture funéraire (Paris, 1871) sur Internet Archive
- Architecture privée au XIXe siècle (Deuxième série). Nouvelles maisons de Paris et des environs (3 volumes, Paris, 1872)
- L'architecture privée au XIXe siècle. Troisième série. Décorations intérieures peintes (2 volumes, Paris, 1874)
- Ingénieurs et architectes un toast et son commentaire, Paris, 1877 extrait de la "Revue générale de l'architecture et de travaux publics" sur Gallica
- Des hautes-études d'architecture un appel à nos corps constitués et aux architectes indépendants..., 44 p., extrait de la "Revue générale de l'architecture et des travaux publics", XVe vol., 4e série, 1888 Édition : Paris : André, Daly fils , 1888 sur Gallica

## Sources
- Sylvain Bories, « César Daly [nécrologie] », dans Revue historique, scientifique & littéraire du département du Tarn, vol. 11, Albi, 1894 (ISSN 1141-1228), p. 12-24
- Hélène Lipstadt, Architecture et ingénieur dans la presse, Paris, CORDA-IERAU, 1980.
- Marc Saboya, Presse et architecture au XIXe siècle : César Daly et la Revue générale de l'architecture et des travaux publics, Paris, Picard, coll. « Villes & sociétés », 1991, 335 p. (ISBN 2-7084-0417-2 et 9782708404175, ISSN 0993-5258, BNF 35461884)